# جبل المشط
جبل المشط هو جبل حجري يقع في سلطنة عمان. يصل ارتفاعه حوالي  2090 متر (1693 متر حسب قياس جوجل إيرث). 

## معرض صور

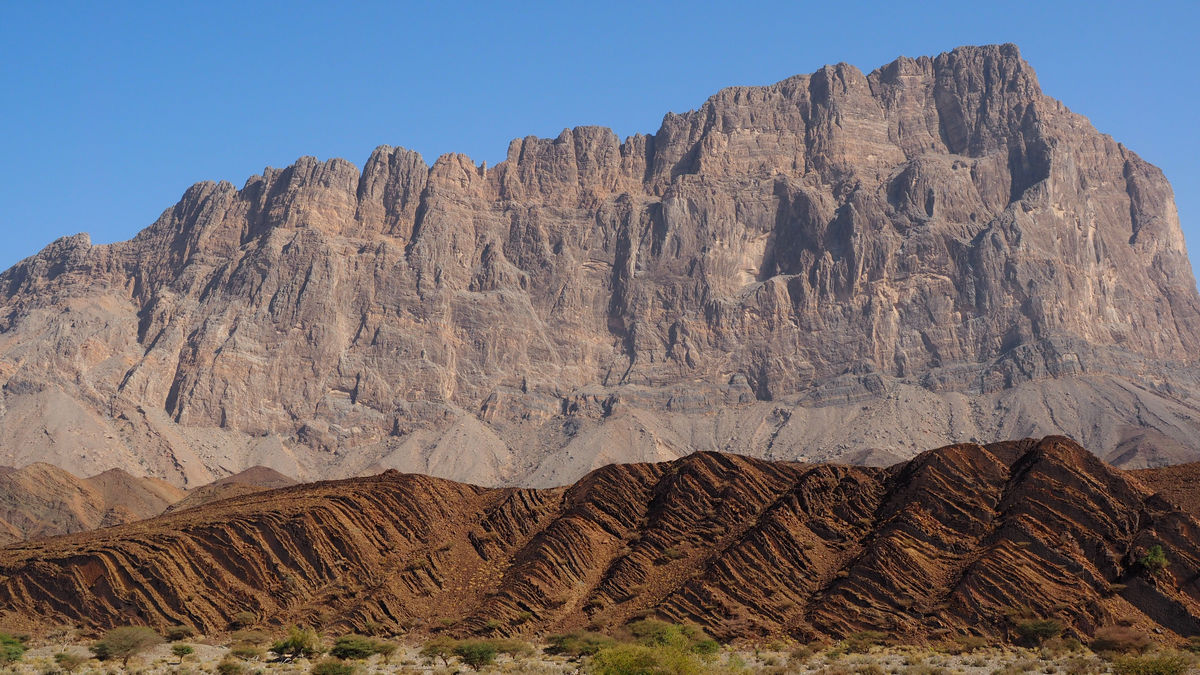
جبل مشط